# Марк-Антуан Пуліо
Марк-Антуан Пуліо (фр. Marc-Antoine Pouliot;	22 травня 1985, Квебек, провінція Квебек, Канада) — канадський хокеїст, центральний нападник, який виступає за «Женева-Серветт» (Національна ліга А) з 2021 року.

## Ігрова кар'єра

### Молодіжні команди
Пуліо розпочав свою кар'єру в юніорській хокейній лізі Квебеку у клубі «Рімускі Ошеанік», за який виступав протягом чотирьох років. Володар Кубка президента у 2005 році. Два сезони провів в одній трійці разом з Сідні Кросбі, причому починав як центральний нападник, а потім був переведений на лівий край, а Сідні у центр.

### Професійна кар'єра
У Драфті НХЛ 2003 року був обраний «Едмонтон Ойлерс» в першому раунді під 22-м номером.
Після відносно успішного тренувального табору з «Ойлерс», Марк-Антуан був відправлений до фарм-клубу «Гемілтон Булдогс» (Американська хокейна ліга), де він дебютував на професійному рівні. 13 березня 2006 року був відкликаний до «Ойлерс», а 18 березня провів матч проти «Детройт Ред-Вінгс», але був травмований. Пуліо провів на ковзанці трохи більше 10 хвилин у грі 30 березня проти «Лос-Анджелес Кінгс». Свою першу шайбу в НХЛ, молодий нападник закинув 3 квітня в матчі «Едмонтон Ойлерс» — «Фінікс Койотс».
Сезон 2006/07 років Марк-Антуан провів в клубі АХЛ «Віклс-Беррі/Скрентон Пінгвінс» та НХЛ «Едмонтон Ойлерс». Сезон 2007/08 в клубі АХЛ «Спрингфілд Фалконс» та знову за «Едмонтон Ойлерс». Наступний сезон Пуліо провів повністю за «Ойлерс», провівши 63 гри та заробивши 20 очок (8 + 12).
23 липня 2010 року, Пуліо підписав однорічний контракт з Тампа-Бей Лайтнінг. Найчастіше він грав за фарм-клуб «Норфолк Едміралс» в АХЛ.
Нападник був проданий в «Фінікс Койотс». У сезоні 2011/12, Пуліо почав рік у фарм-клубі «Портленд Пайретс». Відіграв за «Койотс» лише 13 матчів в регулярному чемпіонаті та ще 8 матчів в раунді плей-оф, набрав в цих матчах 6 очок (1 + 5).
1 червня 2012 року, Пуліо підписав річний контракт з клубом Національної ліги А ХК «Біль». Покинув клуб НХЛ за домовленістю між клубами до 5 липня, як вільний агент.
У 2012 році брав участь у Кубку Шпенглера в Давосі, (Швейцарія), де став переможцем у складі збірної Канади.
17 травня 2013 року, він оголосив через Twitter, що сезон 2013/14 проведе у клубі «Фрібур-Готтерон».

## На рівні збірних
В складі юніорської збірної Канади, Пуліо брав участь у чемпіонаті світу серед юніорів в 2003 році, став чемпіоном світу зі своєю командою.

## Досягнення
- «Женева-Серветт»:
  - Переможець Ліги чемпіонів (1): 2024